# VfB Heidelberg
Der VfB Heidelberg war ein Fußballverein aus der Stadt Heidelberg in Baden-Württemberg. Der Verein bestand nur von 1919 bis 1928 unter diesem Namen und anschließend bis 1947 als 1. FC Heidelberg 05, bevor er sich als Fußballabteilung der TSG Heidelberg 1878 anschloss, aus der wiederum 1968 der noch heute existierende Heidelberger SC hervorging.

## Geschichte
Der VfB Heidelberg entstand 1919 durch eine Fusion von 1. FC Viktoria 1905 Heidelberg, FC Neuenheim 02 und Germania Heidelberg. Dass man zeitweise den Zusatz 02 trug, lag am Gründungsjahr (1902) des ältesten Fusionsmitglieds FC Neuenheim 02 aus dem Heidelberger Stadtteil Neuenheim. Ausgerechnet der Stadtteilverein verließ das Fusionsprojekt aber bereits nach der Saison 1919/20 wieder, nachdem die Mannschaft nach nur einer Spielzeit aus der erstklassigen Kreisliga Odenwald abgestiegen war, in der sie gegen Mannschaften wie SV Waldhof Mannheim, VfR Mannheim, SV Darmstadt 98 und Viktoria Aschaffenburg antreten durfte. 1921 gelang noch einmal die Rückkehr in die Kreisliga Odenwald, wo der VfB in der Saison 1921/22 unter anderem noch einmal gegen den zukünftigen deutschen Meister von 1949 und Herberger-Club VfR Mannheim antreten durfte. Während der VfR Mannheim die Abteilung II unbesiegt gewann, musste der VfB Heidelberg erneut nach nur einer Spielzeit den Abstieg hinnehmen.
1927 schloss sich die FG Union Heidelberg dem VfB Heidelberg an, löste sich aber bereits 1928 wieder aus der Fusion. Im Anschluss benannte sich der VfB Heidelberg in 1. FC Heidelberg 05 (nach dem Gründungsjahr des 1919 in den VfB fusionierten 1. FC Viktoria, der seinerseits 1905 aus dem Zusammenschluss von Hermannia und Britannia Heidelberg entstanden war) um. Die selbständige Geschichte des Vereins endete 1947, als er sich als Fußballabteilung der TSG Heidelberg 1878 anschloss.

## Verbindung zum Dresdner SC
1952 verließ die Fußballabteilung die TSG und schloss sich dem Dresdner SC Heidelberg an, der von in der Region lebenden Fans des Dresdner SC ins Leben gerufen worden war. Durch eine Fusion dieses Vereins mit der Freien TS Heidelberg entstand 1968 der noch heute existierende Heidelberger SC. Durch das Wirken einiger Dresdner während der deutschen Teilung beim Heidelberger SC und seinen Vorgängervereinen besteht eine freundschaftliche Verbindung zwischen dem Dresdner SC und dem Heidelberger SC.